# Urban Chaos
Urban Chaos è un videogioco di tipo avventura dinamica in terza persona per Microsoft Windows, Sony Playstation e Sega Dreamcast, edito nel 1999 dalla Mucky Foot Productions e Eidos Interactive. Il gioco non è stato doppiato in italiano, ma è in lingua inglese con sottotitoli in italiano.

## Trama
Union City, mancano pochi mesi all'anno 2000 e secondo un'antica e inquietante profezia di Nostradamus, la fine del mondo sopraggiungerà prima dell'inizio del nuovo anno. D'arci Stern è una recluta del dipartimento di polizia di Union City. In città la gente è terrorizzata da una gang di criminali, tali Wildcats che seminano paura e sangue in questa tranquilla città di periferia.
L'agente Stern con l'aiuto dell'ex poliziotto Roper McIntyre scoprirà che sotto questa "semplice" banda di criminali c'è qualcosa di più grande e potente. La profezia di Nostradamus sembra avverarsi.

## Personaggi
- D'Arci Stern: una recluta nera di quelle toste con una forte personalità e determinazione. Ha ottime capacità fisiche, sa affrontare infatti il combattimento corpo a corpo facilmente ed è agilissima. È figlia di un poliziotto morto sul lavoro. D'arci porta dei dreadlocks con una treccina colorata con i colori della bandiera dell'Etiopia e indossa un corpetto sostenitivo antiproiettili, dei guanti, dei pantaloni bianchi, un parastinchi e un paio di anfibi.
- Roper McIntyre: un esperto di esplosivi ormai in pensione, aiuterà D'arci in questa avventura. Nelle missioni "Cop Killer", "La Vendetta di Stern" e "Il giorno del giudizio" è possibile utilizzare questo personaggio.
- Gordansky: è una giornalista determinata che pur di dare l'esclusiva alla rete UCNN si caccia nei guai. La si può trovare nelle missioni: "Assalto alla Cronaca", "Giardini in fiamme" e "Ostaggio da prima pagina".
- Deeks: è un ex poliziotto e amico del padre di D'arci, ora è un informatore della polizia, darà preziose informazioni per lo sviluppo delle indagini riguardante i Wildcats.
- Wildcats: ex giocatori dell'omonima squadra di baseball, sono ora una banda di criminali che uccidono e distruggono la città secondo i comandi di qualcuno potente. Nelle missioni bonus "Assassinio", "Trappola per topi" e "Autobomba" vestiremo i panni di Mako, un Wildcats.
- Mack Bane: è lui la mente di tutto, il "boss" dei Wildcats, è candidato sindaco della città di Union City, ma i suoi piani non sono di diventare sindaco ma qualcuno di molto potente.
- Damerini: sono le guardie del corpo di Bane. Si riconoscono perché ben vestiti e molto forti, non sono umani infatti una volta uccisi provocano un'esplosione come fossero degli strani robot. Sono armati di mini cannoni portatili che con pochi proiettili feriscono gravemente chi gli capita a tiro. Sono un'invenzione di Mack Bane.

Il linguaggio dei personaggi, soprattutto dei delinquenti, è molto scurrile nonché ricco di espressioni e termini volgari.

## Modalità di gioco
Urban Chaos è un gioco in terza persona. La protagonista D'arci Stern si può arrampicare sui palazzi, andare sulle scale, guidare auto o camion, raccogliere medikit per riprendere il 50% di vita, raccogliere armi e munizioni dai delinquenti e in giro per la città, perquisire i malviventi, parlare con la gente e tanto altro. Lei è in grado di affrontare in modo eccezionale un delinquente a mani nude e con l'aiuto di armi. Può interagire con l'ambiente in cui si trova, per esempio quando corre le foglie si alzano, le pozzanghere riflettono la sua immagine, e raccogliendo una lattina può lanciarla lontano.
Le missioni da completare aumentano di difficoltà man mano che l'avventura va avanti e anche i Wildcats da eliminare utilizzano armi sempre più potenti come il fucile a pompa e l'AK-47. D'arci è in grado di compiere uno scatto mentre corre e di saltare di lato o all'indietro per evitare i nemici. Se un poliziotto si trova nelle vicinanze e D'arci sta combattendo contro un Wildcats lui le arriverà in soccorso.
Una volta terminate le munizioni della pistola o di qualsiasi altra arma da fuoco, D'arci è costretta ad usare altre armi come il coltello, la mazza da baseball o usare il combattimento corpo a corpo per affrontare i nemici.
I veicoli utilizzabili sono l'auto d'ordinanza della polizia, auto semplici e camion.

### Missioni
1. Incidente stradale: D'arci viene incaricata di prendere una macchina che ha causato un incidente e portarla in centrale, andare ad indagare su un cadavere trovato in un quartiere di Union City e arrestare due spacciatori che danno fastidio in un bar. Qui D'arci conosce Deeks, ex collega del padre di Stern che la informa della gang dei Wildcats.
2. Il grande salto: un uomo salito su un grattacielo si vuole suicidare, perché la sua domanda per diventare vigile del fuoco non è stata accettata. D'arci deve riuscire a portarlo in salvo prima che lui si butti giù.
3. Arma del delitto: l'informatore di D'arci, Deeks, sa dove si trova l'arma di un delitto e aiuta D'arci a riportarla in centrale per le analisi scientifiche.
4. Scontro nel parco: D'arci deve recarsi al parco perché ci sono molti sospetti di una banda criminale che gironzolano là attorno. La gente del luogo è nervosa e teme che la situazione possa degenerare da un momento all'altro.
5. Ficcanaso: la polizia ha avuto una soffiata di un incontro segreto di tre boss a uno stadio. D'arci deve recarsi sul posto e arrestarne almeno uno. Quando D'arci entra nella discoteca, la canzone in sottofondo è Feeling it too dei The 3 Jays.
6. Armi letali: D'arci è stata avvertita della presenza di alcuni depositi di armi, e deve dunque trovarli e farli saltare in aria tramite degli esplosivi.
7. Diritto di cronaca: durante un reportage sui Wildcats, la giornalista televisiva Gordansky viene presa in ostaggio e toccherà a D'arci liberarla.
8. Assalto urbano: la centrale di polizia è stata incendiata e i Wildcats vogliono conquistare la città uccidendo ogni forza dell'ordine che si metta sulle loro tracce. D'arci deve uccidere tutti i Wildcats presenti entro il limite di tempo.
9. Autodistruzione: un'auto carica di esplosivo deve essere portata dalla squadra degli artificieri per essere disinnescata.
10. Giardini in fiamme: i Wildcats hanno nascosto della droga del valore di 3 milioni di dollari dentro delle casse nel giardino botanico. D'arci deve trovarle e farle saltare in aria.
11. Semtex: D'arci riceve una chiamata dal suo informatore Deeks, che le chiede di incontrarsi per parlare. Al suo arrivo vengono però attaccati dai Wildcats. Dopo averli affrontati, Deeks dice a D'arci la verità sui Wildcats: non sono solo una banda di teppisti ma una associazione a delinquere comandata da un potente boss. D'arci affronta altri Wildcats che si presentano sul suo cammino con l'aiuto di Roper e si reca sulla spiaggia dove il suo collega dice ci siano dei Semtex, che D'arci deve far esplodere.
12. Cop killer: due agenti di polizia sono stati presi in ostaggio dai Wildcats. D'arci e Roper devono portarli in salvo.
13. Offensiva in zona sud: il tasso di criminalità è alle stelle, e D'arci deve ridurre il tasso di criminalità fino al 10% per completare la missione.
14. Psyco park: la normalità ormai è una parola che non si usa più a Union City: i Wildcats hanno ormai preso il controllo della città e uccidono chiunque gli capiti a tiro. Darci deve uccidere quegli psicopatici assassini per salvare Union City.
15. I caduti: un uomo viene trovato morto, crivellato da centinaia di colpi, e nessuno ha visto né sentito niente. D'arci deve trovare 5 indizi riguardanti l'assassinio e scoprire chi ha ucciso l'uomo.
16. La vendetta di Stern mentre indaga sui Wildcats, D'arci Stern viene presa in ostaggio, e Roper viene incaricato di salvarla.
17. Fine trasmissioni: la giornalista Gordansky ha detto alla polizia tutto quello che sa dei Wildcats e si è scoperto che il candidato sindaco per il 2000, Mack Bane, è legato dall'alto con i Wildcats e che ha una tecnologia subliminale segreta in grado di interferire con i sistemi digitali e cib ka qyake contaminerà un canale televisivo della città. Inoltre, i Wildcats hanno preso in ostaggio i lavoratori di una fabbrica per distrarre i poliziotti. D'arci deve distruggere il trasmettitore TV e liberare gli ostaggi.
18. Emergenza al palazzo: Mack Bane si è rifugiato nel suo palazzo prima di scappare lontano. D'arci deve entrare nella sua casa e arrestarlo, ma prima deve disattivare i sistemi di allarme. Viene però presa in ostaggio e toccherà a Roper liberarla e arrestare Bane prima che se ne scappi.
19. Sabotaggio informatico: Dopo aver arrestato Mack Bane, Roper ha rovistato nella sua abitazione alla ricerca di qualche indizio: nella sua rete di computer, ha scaricato un file criptato che potrebbe essere la prova che Bane può contare su tecnologie d'avanguardia. Il codice sembra impossibile da decifrare, ma Ruper è riuscito a recuperare metà della chiave di decifrazione, mentre l'altra si trova da qualche parte nel laboratorio di ricerca Gaemin controllata da Bane dove D'arci deve recarsi per trovarla.
20. Obiettivo UC: il file criptato che hanno decodificato D'arci e Roper testimonia come Bane e i suoi finanziatori stiano sfruttando il laboratorio Gaemin per la costruzione di alcuni missili. D'arci deve raggiungere 3 siti di lancio principali e far esplodere i rispettivi missili.
21. Ostaggio da prima pagina: i Wildcats hanno occupato il distretto di Union City e tutti i civili hanno abbandonato la zona. Quasi tutti gli agenti sono occupati e il governo stenta ad intervenire. La Gordansky giornalista dell'UCNN è stata catturata di nuovo e bisogna salvarla.
22. Assalto sfrenato: Bane si è rivelato ai suoi discepoli Wildcats come sacerdote di un antico culto. La distruzione del dipartimento di polizia di Union City vuole passare come anticipazione rituale dell'evento "nubi dell'oscurità". La parte ovest della città è imbottita di esplosivi. D'arci si deve recare sul posto, uccidere un mostro chiamato Balrog e rimettere la situazione sotto controllo.
23. Il giorno del giudizio: nell'ultima e decisiva missione, i Wildcats sono stati quasi del tutto sgominati ed è arrivato il momento del confronto dei nostri eroi con Bane. Questi ha provato più volte, per il momento senza successo, a perfezionare l'antico rito che avrebbe dato vita al suo sogno: l'evocazione di una primordiale divinità del male il cui risveglio segnerebbe la fine della specie umana. I due devono impedire di completare il suo progetto: Roper deve salvare i civili feriti e D'arci deve sparare alle pompe di benzina e uccidere Bane.

#### Missioni Bonus
In queste missioni vestiamo i panni di Mako, uno dei più forti e apprezzati dai Wildcats.
- Assassinio: Mako deve incontrare un informatore che gli dirà di uccidere un politico che non piace a Bane.
- Trappola per topi: qui viene incaricato dal capo di rapire il figlio di Roper McIntyre e di portarlo dal capo.
- Autobomba: in questa missione Mako, con l'aiuto di due Wildcats, deve posizionare 2 auto imbottite di esplosivo, una davanti ad una banca e l'altra davanti ad un supermercato, lasciandole esplodere davanti ad esse.

### Allenamento
- Educazione fisica: La protagonista deve affrontare un percorso a ostacoli e terminarlo nel minor tempo possibile.
- Combattimento bronzo: Primi allenamenti di lotta a mani nude.
- Combattimento argento: Secondo livello di combattimento.
- Combattimento oro: Terminando le missioni di combattimento è possibile sbloccare la missione segreta: "Autobomba".
- Guida bronzo: Prova di guida dove bisogna effettuare 3 giri nel minor tempo possibile.
- Guida argento: Secondo livello di guida.
- Guida oro: Terminando le missioni di guida è possibile sbloccare la missione segreta: "Trappola per topi".